# Hergetsfeld
Hergetsfeld ist ein Ortsteil der nordhessischen Gemeinde Knüllwald im Schwalm-Eder-Kreis.

## Geschichte
Die älteste bekannte Erwähnung des Ortes erfolgte im Jahr 1331 als Hergersfeld in den Güterregisten der Abtei Hersfeld urkundlich erwähnt. Im Laufe der Jahrhunderte erschien der Ortsname mit wechselnden Schreibweisen: Hergersfeld (1331), Herigersfeld (1537), Hergottsfelde (1548), Hergetsfeld (1552), Hegensfelt (1556), Hergesfelde (1575/85), Hergersfelde (1587), Hergotsfelda (1605), Hergetsfelde (1611), Hergottsfeldt (1642) und Hergersfeld (1780). Der Ortsname leitet sich ab von dem Personennamen Heriger; darin ist das altdeutsche hari oder heri (gotisch harjis = Heer) enthalten. Eine andere Ableitung mag sein: Hergottsfeld war früher Eigentum der Kirche.
Zwischen 1380 und 1450 war der Ort Hergetsfeld vermutlich eine Wüstung. Auch in den Jahren 1462 und 1537 ist in Hergetsfeld nur ein Haus nachgewiesen, ansonsten war der Ort weiterhin wüst. Die Äcker wurden von Appenfeld, Hülsa und Wallenstein aus bewirtschaftet. Ab 1537 gehörte Hergetsfeld zum „Gericht am Wald“ und zum Amt Homberg. Nach 1585 war der Ort wieder bewohnt.
Im Zuge der Gebietsreform in Hessen wurde die bis dahin selbständige Gemeinde Hergetsfeld zum 31. Dezember 1971 auf freiwilliger Basis ein Ortsteil der Gemeinde Knüllwald. Für die nach Knüllwald eingegliederten, ehemals eigenständigen Gemeinden wurde je ein Ortsbezirk mit Ortsbeirat und Ortsvorsteher nach der Hessischen Gemeindeordnung gebildet.

## Bevölkerung
Einwohnerstruktur 2011
Nach den Erhebungen des Zensus 2011 lebten am Stichtag, dem 9. Mai 2011, in Hergetsfeld 66 Einwohner. Darunter waren keine Ausländer. Nach dem Lebensalter waren 12 Einwohner unter 18 Jahren, 27 zwischen 18 und 49, 9 zwischen 50 und 64 und 15 Einwohner waren älter. Die Einwohner lebten in 24 Haushalten. Davon waren 3 Singlehaushalte, 6 Paare ohne Kinder und 12 Paare mit Kindern, sowie keine Alleinerziehende und 3 Wohngemeinschaften. In 6 Haushalten lebten ausschließlich Senioren und in 12 Haushaltungen lebten keine Senioren.
Einwohnerentwicklung
| Quelle: Historisches Ortslexikon | |
| • 1537:                          | wüst bis auf ein Haus.                                                                                     |
| • 1555:                          | 11 Hausgesesse                                                                                             |
| • 1585:                          | 11 Hausgesesse                                                                                             |
| • 1742:                          | 21 Häuser                                                                                                  |
| • 1747:                          | 20 Hausgesesse                                                                                             |
| • 1961                           | Erwerbspersonen: 46 Land- und Forstwirtschaft, 8 Produzierendes Gewerbe, 2 Dienstleistungen und Sonstiges. |

| Hergetsfeld: Einwohnerzahlen von 1834 bis 2011 | Hergetsfeld: Einwohnerzahlen von 1834 bis 2011 | Hergetsfeld: Einwohnerzahlen von 1834 bis 2011 | Hergetsfeld: Einwohnerzahlen von 1834 bis 2011 | Hergetsfeld: Einwohnerzahlen von 1834 bis 2011 |
| --- | ---------------------------------------------- | ---------------------------------------------- | ---------------------------------------------- | ---------------------------------------------- |
| Jahr |                                                |                                                |                                                | Einwohner                                      |
| 1834 | 1834                                           |                                                | 132                                            | 132                                            |
| 1840 | 1840                                           |                                                | 150                                            | 150                                            |
| 1846 | 1846                                           |                                                | 139                                            | 139                                            |
| 1852 | 1852                                           |                                                | 136                                            | 136                                            |
| 1858 | 1858                                           |                                                | 131                                            | 131                                            |
| 1864 | 1864                                           |                                                | 134                                            | 134                                            |
| 1871 | 1871                                           |                                                | 138                                            | 138                                            |
| 1875 | 1875                                           |                                                | 124                                            | 124                                            |
| 1885 | 1885                                           |                                                | 105                                            | 105                                            |
| 1895 | 1895                                           |                                                | 115                                            | 115                                            |
| 1905 | 1905                                           |                                                | 104                                            | 104                                            |
| 1910 | 1910                                           |                                                | 91                                             | 91                                             |
| 1925 | 1925                                           |                                                | 91                                             | 91                                             |
| 1939 | 1939                                           |                                                | 87                                             | 87                                             |
| 1946 | 1946                                           |                                                | 131                                            | 131                                            |
| 1950 | 1950                                           |                                                | 122                                            | 122                                            |
| 1956 | 1956                                           |                                                | 86                                             | 86                                             |
| 1961 | 1961                                           |                                                | 87                                             | 87                                             |
| 1967 | 1967                                           |                                                | 82                                             | 82                                             |
| 1980 | 1980                                           |                                                | ?                                              | ?                                              |
| 1990 | 1990                                           |                                                | ?                                              | ?                                              |
| 2000 | 2000                                           |                                                | ?                                              | ?                                              |
| 2011 | 2011                                           |                                                | 66                                             | 66                                             |
| Datenquelle: Historisches Gemeindeverzeichnis für Hessen: Die Bevölkerung der Gemeinden 1834 bis 1967. Wiesbaden: Hessisches Statistisches Landesamt, 1968. Weitere Quellen: LAGIS; Zensus 2011 |                                                |                                                |                                                |                                                |

Historische Religionszugehörigkeit
| Quelle: Historisches Ortslexikon |                                               |
| • 1861:                          | alle Einwohner evangelisch-reformiert         |
| • 1885:                          | 105 evangelische (= 100 %) Einwohner          |
| • 1961:                          | katholischer evangelische (= 100 %) Einwohner |

## Politik
Für Hergetsfeld besteht ein Ortsbezirk (Gebiete der ehemaligen Gemeinde Hergetsfeld) mit Ortsbeirat und Ortsvorsteher nach der Hessischen Gemeindeordnung. Der Ortsbeirat besteht aus fünf Mitgliedern.
Bei den Kommunalwahlen in Hessen 2021 betrug die Wahlbeteiligung zum Ortsbeirat Hergetsfeld 73,47 %. Alle Kandidaten gehörten der „Wählergemeinschaft Hergetsfeld“ an. Der Ortsbeirat wählte Klaus Pestel zum Ortsvorsteher.